# Menonvillea flexuosa
Menonvillea flexuosa är en korsblommig växtart som beskrevs av Rodolfo Amando Philippi. Menonvillea flexuosa ingår i släktet Menonvillea och familjen korsblommiga växter. Inga underarter finns listade i Catalogue of Life.